# Jean Despautère

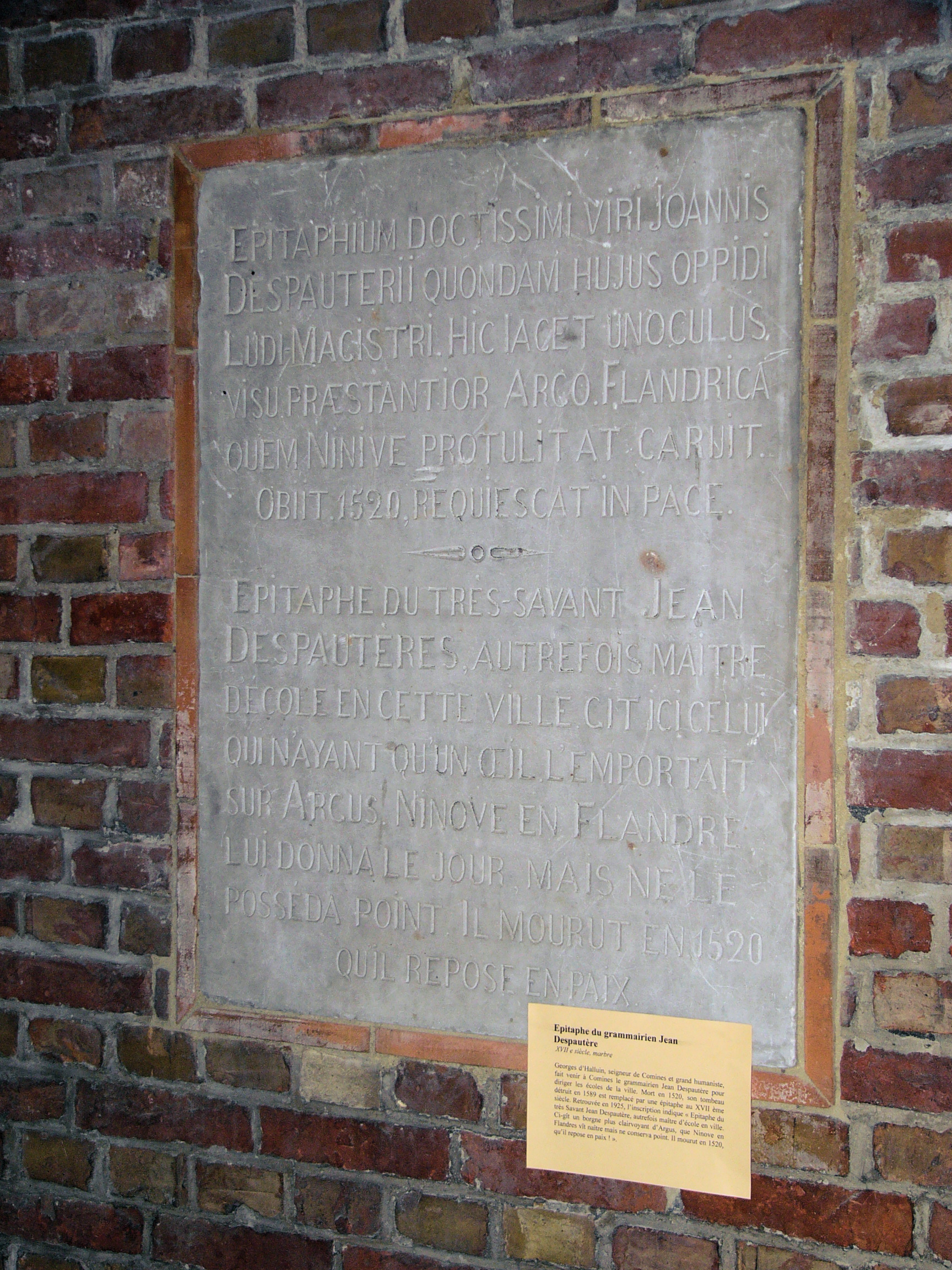
Épitaphe de Jean Despautère, église Saint-Chrysole de Comines.

Jean Despautère (en néerlandais Jan de Spouter, en latin Johannes Despauterius) est un grammairien flamand de langue latine, né vers 1460 ou 1480 à Ninove (province de Flandre-Orientale), mort à Comines en 1520.

## Biographie
Il étudia à l'université de Louvain où il eut pour professeur le grammairien Jean Custos (ou De Coster). Il professa successivement à Louvain, Bois-le-Duc, Bergues et Comines.
On a de lui une grammaire latine, publiée en plusieurs livres (Rudimenta, De Syntaxi, Prosodia…) et réunis sous le titre Commentarii grammatici (Paris, 1537, in-folio) ; elle a été souvent rééditée, traduite et adaptée (par des grammairiens comme Dupréau, Behourt et Pajot) et elle a servi de base à l'enseignement du latin dans les collèges des jésuites en France jusqu'au XVIIIe siècle.
Voir aussi l'épitaphe de Jean Despautère dans l'église Saint-Chrysole de Comines.

## Source
- Bernard Colombat, Les figures de construction dans la syntaxe latine (1500-1780) (coll. « Bibliothèque de l'Information grammaticale », 25), Louvain, Peeters, 1993, IV-553 p.  (ISBN 2-87723-084-8)